# Gérard Bonnevie
Pour les articles homonymes, voir Bonnevie.
 Gérard Bonnevie, né le 20 février 1952, est un skieur alpin français.

## Biographie
Il est le fils de Jean Bonnevie (moniteur de ski) et Armandine Thérisod. La famille Bonnevie est une famille historique du village de Val d'Isère, avant l'implantation de la station de ski.
Il intègre l'équipe de France en 1970.
Le 23 février 1973 lors des championnats de France à La Foux d'Allos, il participe avec 18 membres de l'équipe de France, au mouvement de contestation contre la fédération française de ski. Le 26 février il est temporairement exclu de l'équipe de France avec huit de ses coéquipiers (dont son frère Michel),. Le 9 mars, il est réintégré dans l'équipe. Cette contestation fait partie des éléments qui mèneront en décembre 1973 à l'invraisemblable exclusion définitive de 6 leaders du ski  français (Jean-Noël Augert, Henri Duvillard, Roger Rossat-Mignod, Patrick Russel,Britt et sa sœur Ingrid Lafforgue).
L'année suivante en 1974 , il termine au pied du podium des championnats du monde de slalom à Saint-Moritz en prenant une remarquable 4e place. C'est de loin le meilleur résultat de l'équipe de France masculine pour cette édition, aucun autre coureur français n'entrant dans le top-10 d'une des épreuves.
En 1976, il participe aux Jeux olympiques d'Innsbruck . Il dispute le slalom et abandonne dans la seconde manche après avoir obtenu la 18e place de la première manche.
En 1990, il est le principal conseiller de Bernhard Russi pour le tracé de la spectaculaire descente de la face de Bellevarde à Val d'Isère qui sera la piste des Jeux olympiques de 1992.

## Hommage
Un stade de slalom de Val d'Isère porte son nom.

## Palmarès

### Championnats du monde
| Épreuve / Édition          | Slalom |
| Mondiaux 1974 Saint-Moritz | 4e     |

### Jeux olympiques
| Épreuve / Édition | Slalom                 |
| JO 1972 Sapporo   | N'a pas pris le départ |
| JO 1976 Innsbruck | Abandon                |

### Classiques internationales
Les résultats qui suivent ne sont qu'une vue très partielle de l'ensemble de ses performances.
- 1970 :
  - Semaine internationale des Alpes vaudoises : 4e du slalom et 5e du slalom géant

- 1973 :
  - Kranjska Gora : 11e du slalom

- 1976 :
  - Oberstaufen : 2e du slalom
  - Garmisch : 14e du slalom

## Articles annexes
- Meilleures performances françaises aux Championnats du monde de ski alpin